# Conus alabaster
Conus alabaster é uma espécie de gastrópode do gênero Conus, pertencente à família Conidae.